# Kirkwood, Missouri
Kirkwood är en stad i St. Louis County i Missouri och en förort till Saint Louis. Vid 2010 års folkräkning hade Kirkwood 29 461 invånare.